# Twist and Shout
Twist and Shout – piosenka napisana przez Phila Medleya i Berta Bernsa. Pierwotnie wykonana przez zespół The Top Notes, którą nagrali i opublikowali w roku 1961. Najbardziej znana jest wersja zespołu The Beatles, gdzie utwór ten śpiewa John Lennon. Singel zamyka album Please Please Me.

## Wersja zespołu The Beatles
John Lennon tuż przed nagrywaniem albumu Please Please Me, przeziębił się i miał chore gardło. Przyjmował lekarstwa, które nie pomagały. Zdecydowano się zostawić Twist And Shout na koniec sesji. Było wiadome, że John zedrze sobie gardło śpiewając utwór. Beatlesi nagrali piosenkę 2  razy i ostatecznie na płytę trafiła pierwsza wersja utworu. Jak się później okazało zachrypnięty głos Lennona nadał singlowi wyjątkowe brzmienie. 
Piosenka zdobyła ogromną popularność, a Beatlesi często wykonywali ją na koncertach jako utwór kończący występ. 